# Bellegarde-du-Razès
Bellegarde-du-Razès é uma comuna francesa na região administrativa de Occitânia, no departamento de Aude. Estende-se por uma área de 6,31 km². Em 2010 a comuna tinha 244 habitantes (densidade: 38,7 hab./km²).